# 청춘이여
청춘이여(Youth!)는 북한에서 제작된 전종팔 감독의 1995년 영화이다. 장유성 등이 주연으로 출연하였다.

## 출연

### 주연
- 장유성
- 김영숙
- 황성옥
- 박성
- 조청심
- 황명희
- 김현화
- 리은애
- 림윤미